# Osterøy
Osterøy és un municipi situat al comtat de Vestland, Noruega. Té 7.957 habitants (2016) i la seva superfície és de 255,12 km². El centre administratiu del municipi és el poble de Lonevåg.